# Pasternak (osada)

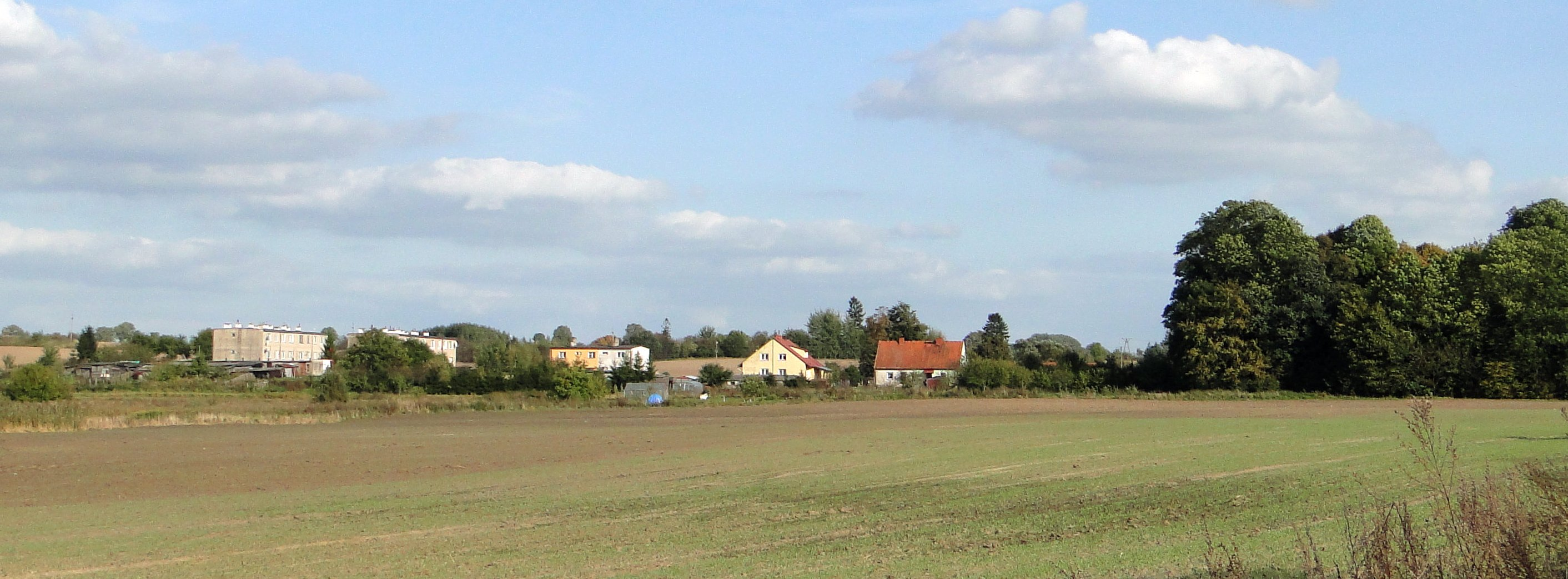
Panorama Pasternaka

Pasternak (niem. Waldhof) – osada w Polsce, w województwie warmińsko-mazurskim, w powiecie węgorzewskim, w gminie Węgorzewo, sołectwo Rudziszki.
W latach 1975–1998 miejscowość należała administracyjnie do województwa suwalskiego.

## Nazwa
28 marca 1949 r. ustalono urzędową polską nazwę miejscowości – Pasternak, określając drugi przypadek jako Pasternaka, a przymiotnik – pasternacki.

## Historia
Po II wojnie światowej w Pasternaku utworzono PGR.
W roku 2001 Wojewoda Warmińsko-Mazurski utworzył w miejscowości użytek ekologiczny o nazwie Rozlewisko Pasternak. Rozlewisko Pasternak ma powierzchnię 140,4622 ha i przylega od strony północno-wschodniej do rezerwatu przyrody Jezioro Siedmiu Wysp. Użytek ten leży na północ w stosunku do miejscowości Pasternak.